# KLH (Unternehmen)

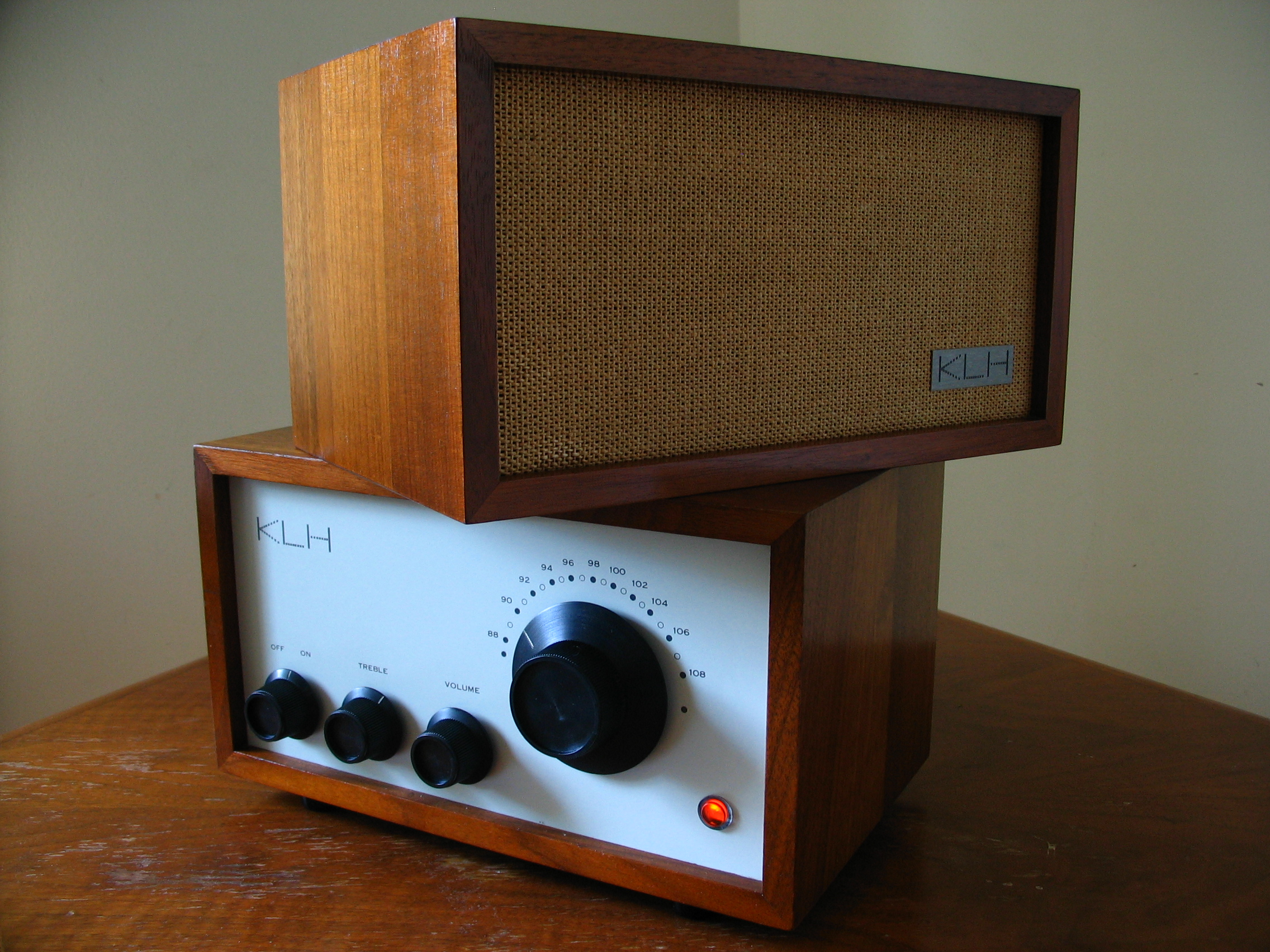
Radio Model Eight

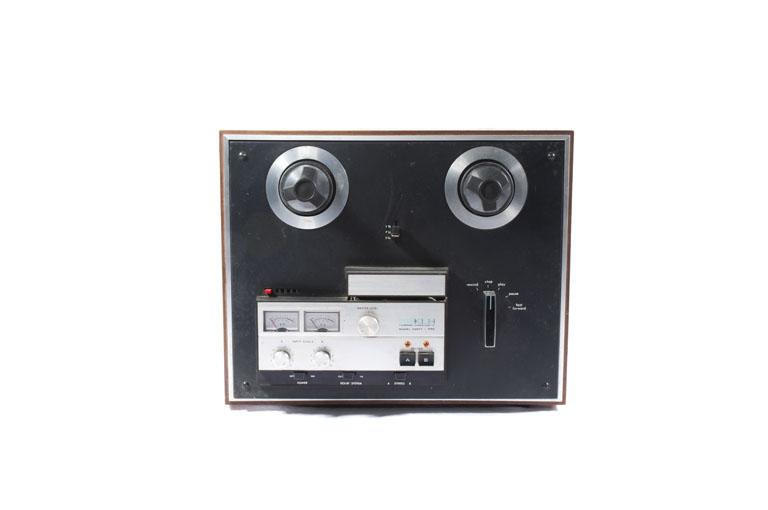
Tape Deck Model 41

KLH ist ein US-amerikanisches Audiounternehmen, das 1957 von Henry Kloss, Malcolm Lowe und J. Anton Hoffman unter dem Namen KLH Research and Development Corporation in Cambridge, Massachusetts gegründet wurde. Der Firmenname „KLH“ leitet sich aus den Initialen der Gründer ab (Kloss, Lowe, Hoffman).
Anfänglich produzierte das Unternehmen nur Lautsprecher, später auch andere Produkte, wie das Model Eight, ein trennscharfes, gut klingendes Tischradio, optional mit zweitem Lautsprecher, einige Audiogeräte, die Transistoren verwendeten und einen transportablen Plattenspieler (Model Eleven).
Im Jahr vor seinem Verkauf an die Singer Corporation 1964 erzielte das Unternehmen 17 Millionen $ Umsatz, beschäftigte über 500 Mitarbeiter und verkaufte über 30.000 Lautsprecher.  1980 wurde die Firma von Electro Audio Dynamics. aufgekauft und siedelte sich in Kalifornien an.
Danach wurde KLH von dem japanischen Konzern Kyocera übernommen und die Produktion nach Übersee verlagert. Kyocera stoppte die Fertigung von Audioprodukten 1989 und fand in Wald Sound and Verit Industries einen Käufer für den Markennamen. Heute befindet sich die Firma in Santa Ynez, Kalifornien und firmiert unter dem Namen KLH Audio Systems.